# География Ладакха

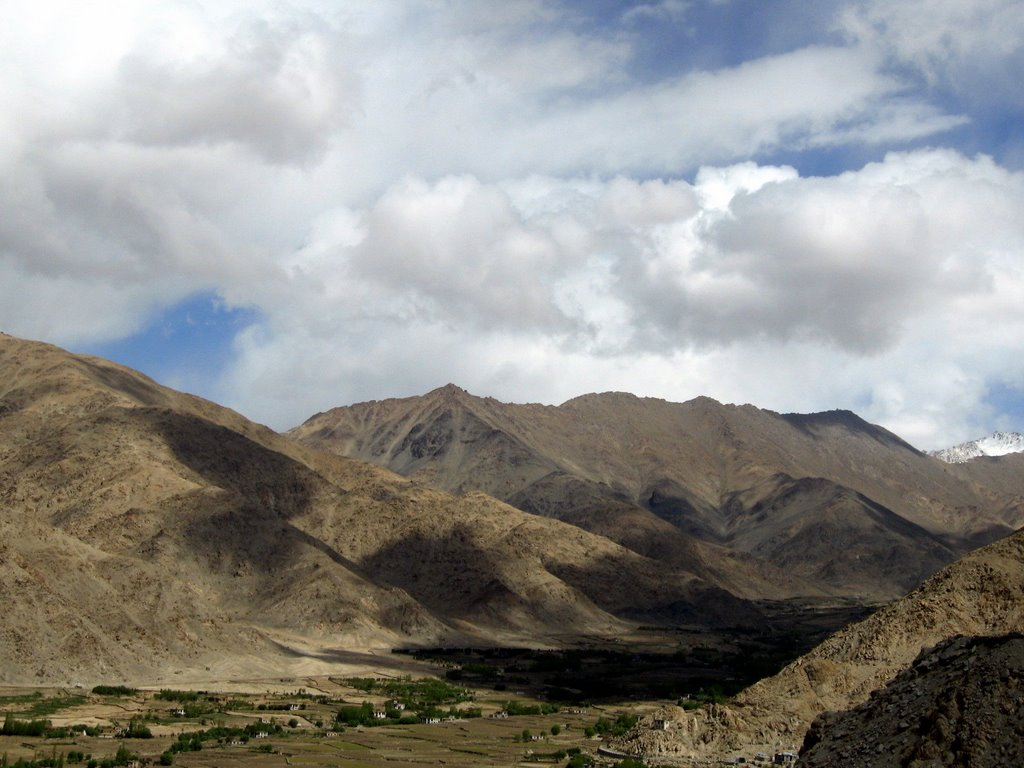
Ландшафт Ладакха

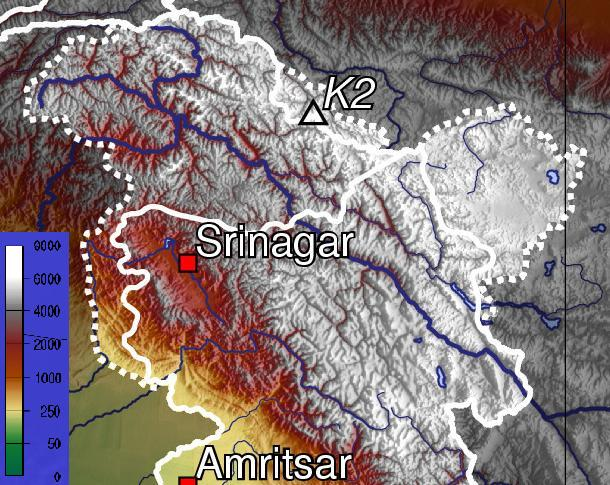
Горы Ладакха.

Ладакх — высокогорное плато в Индии (более 3000 м), граничащее с Гималаями и Каракорумом. По ладакху протекает река Инд.
Горы, образовавшие Ладакх начали формироваться 45 миллионов лет назад, когда Индостанская плита врезалась в Азию. Хотя Гималаи возникли из пород Индостанской плиты, Занскарский хребет поднялся со дна океана, а Ладакхский хребет возник из расплавленного гранита, вырвавшегося при столкновении плит. Границы плит в Ладакхе находятся чуть южнее Инда, плиты смещаются и Ладакх сейсмоопасен. В районе Зоджи Ла, пики Гималаев «понижаются» до 5000—5500 метров, но на юго востоке находятся 7 километровые громады Нун Куна.
Суру и Занскарская долины находятся во впадине между Гималаями на юге и Занскарским хребтом на севере. Река Суру образует восточную и северную границу Занскара. Суру после впадения Драса и Шинго течёт на север до Каргила, и впадает в Инд у Марула, сейчас это в Пакистане. Рангдум Гомпа и деревня Джулидок последние обитаемые поселения в долине Суру; хотя кочевники Бакарвалы перекочёвывают в долину летом из Джамму. От Рангдума можно попасть на 4400-метровый Пенси Ла, врата Занскара. Рангдум, культурно принадлежащий Занскару, был до 1947 года ключевым пунктом караванной торговли из-за равноудалённости от Сринагара, Леха, Скарду и Падума.

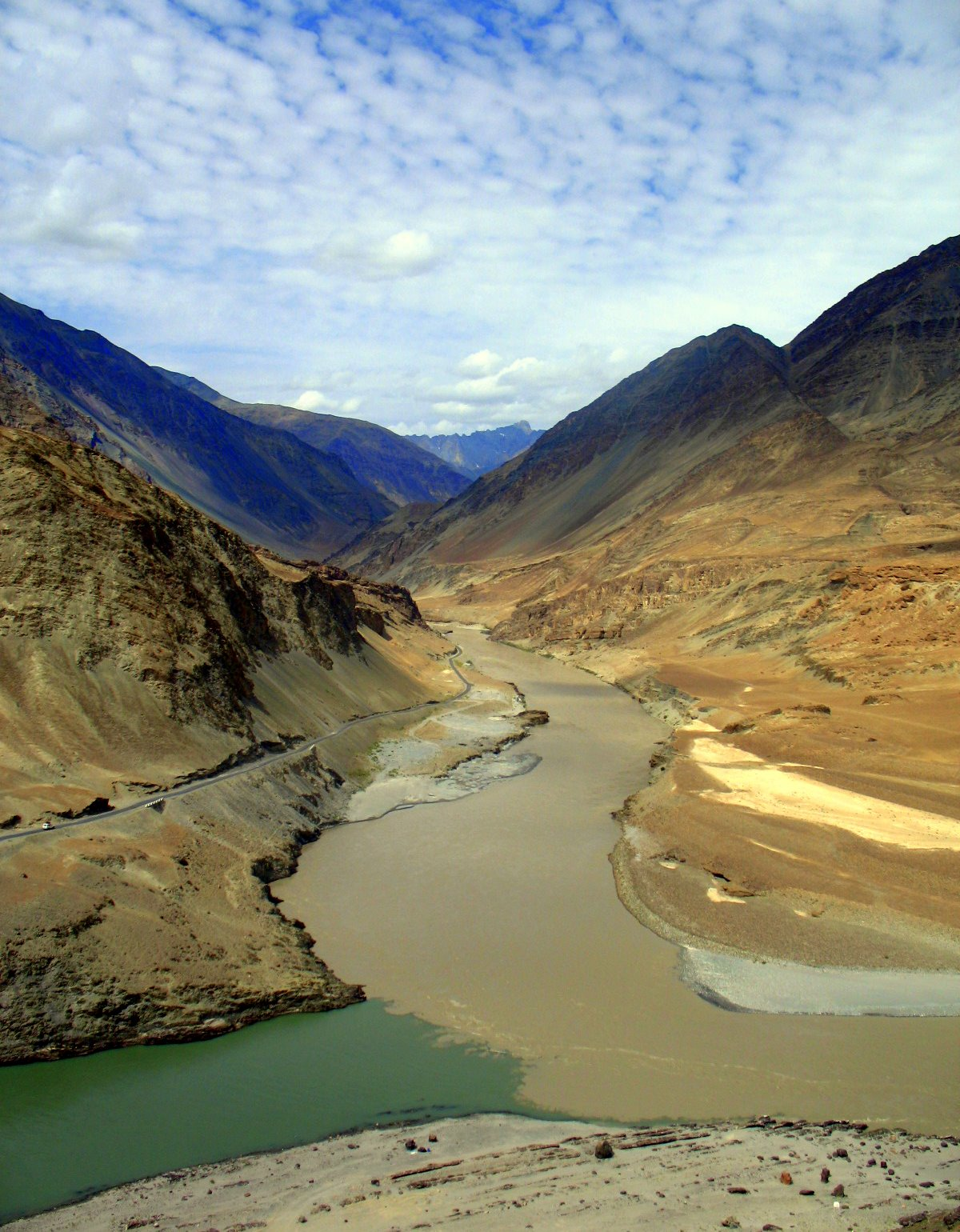
Слияние Инда (слева) и Занскара (сверху)

В Занскаре течёт две реки, Стод (Дода) и Лунгнак (Царап Лингти). Немного на север от Бара-лача-ла к Царапу присоединяется Лингти и другие потоки; они текут на северо-запад прежде чем свернуть резко на юг через ущелье и пройти мимо Фуктал Гомпы, соединиться с Каргьяком стекающим с Шинго Ла, который ведёт в Химачал-Прадеш. Стод вбирает талые воды ледника Дранг-Друнг у Пенси Ла, и течёт вниз в долину, приближаясь к Лунгнаку. Как и Занскар, их воды соединяются и текут на север через ущелье в Занскарском хребте, соединяясь с Индом у Ньемо в центральном Ладакхе. В Занскаре почти нет лесов и он бывает изолирован из-за обильных снегопадов, так Пенси Ла бывает открыт с июня по октябрь.
Река Инд являлась и является ключевой артерией ладакхской жизни, Шей, Лех, Басго, и Тингмосганг, расположены рядом с рекой.
В Ладакхе нет выдающихся пиков; средняя высота гор чуть меньше 6 000 м, а некоторые перевалы ниже 5 000 м. Хребты ограничивают индскую долину с севера, и река входит в Ладакх у Демчока, около 250 км юго-восточнее Леха, на самом деле течет вдоль подножия северного хребта этих гранитных гор, которые она пересекает через ущелье до её слияния с рекой Ханле. Панггонгский хребет идёт параллельно Ладакхскому примерно 100 км к северо-западу от Чушула, вдоль южного берега озера Панггонг. С него стекает река Тангце. Его высоты около 6700 м, а северные склоны оледенелые.
Шайок берёт начало чуть ниже Каракорумского прохода. Долина Шайока и реки нубра наззывается Нубрская долина. Ладакхе Каракорумский хребет не такой могучий, как в Балтистане. Массив на севере и востоке от линии Нубра-Сиачен включает группу Апсарасас (высочайшайц точка 7245 м), Римо (7385 м) и Терам Кангри (до 7464 М), вместе с Мамостонг Кангри(7526 м) и Сингхи Кангри (7751 м) С севера Каракорум смыкается с Куньлуньем. Так между Лехом и восточной Центральной Азией, было три хребта Ладакхский, Каракорумский и Куньлунь. Но это не мешало караванам пробираться по пути Лех-Яркенд.

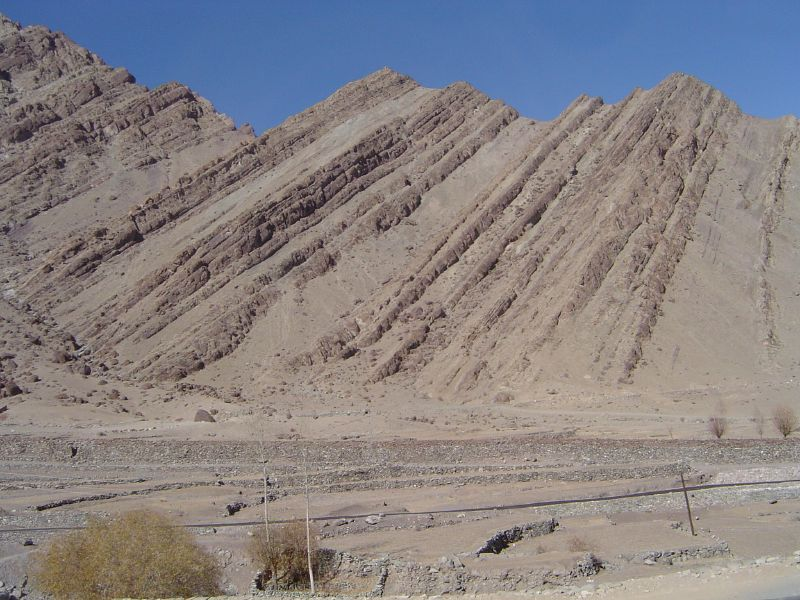
Осадочные горные формации в Ладакхе

Громады Гималаев создают дождевую тень, закрывая регион от индийских муссонов, превратив Ладакх в высокогорную пустыню. Поэтому таящие ледники и снегопады становятся главными источниками влаги. Регион севернее линии Гималаи—Драс, долина Суру и Занскар испытывают влияние огромных снегопадов, отрезающих их от внешнего мира. Лето короткое, но для выращивания урожая хватает. Воздух сухой и разрежённый, малое количество растений неспособно насытить воздух кислородом, это переносится тяжело.
Голый ячмень (урду: грим), обычный ячмень и пшеница — главные ладакхские злаки, наряду с горчицей (для масла), чечевицей, бобовыми, овощами. У Корзока на берегах Цоморари есть поля, их высота 4600 м, возможно, это самые высокие поля в мире.
Исторически Ладакх состоял из нескольких округов — княжеств (многие под контролем Индийских правителей), включая довольно населённую долину Инда, отдалённый Занскар (на юге) и Нубру (севернее Кхардунг Ла у Ладакхского хребта, пустыню Аксай-Чин (под китайским контролем) и преимущественно шиитский Каргил и Суру.
Балтистан и Скарду географически считались Ладакхом, но населённые мусульманами они отошли к Пакистану. Раньше Балтистан был в составе Ладакха, а Скарду был зимней столицей Ладакха (Лех -летняя). Балти и ладакхцы — близкородственные тибетоязычные группы.

## Панорама

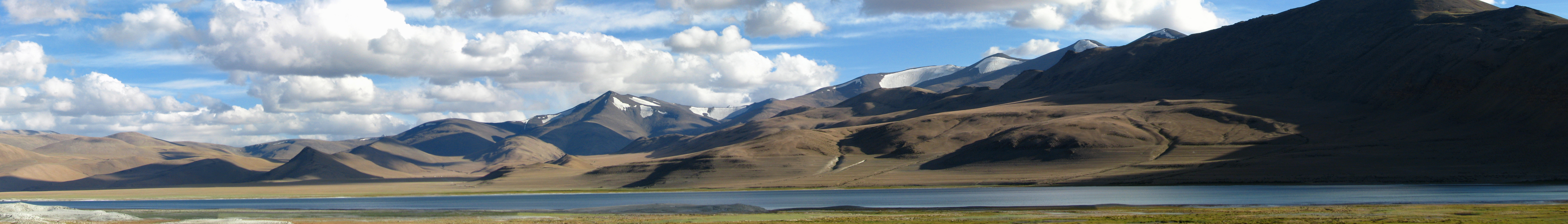